# Maria Verschoor
Maria Verschoor, född den 22 april 1994 i Dordrecht, är en nederländsk landhockeyspelare.

## Karriär
Maria Verschoor har spelat för det nederländska landhockeylandslaget sedan hon var 19 år. Hon ingick i det nederländska landhockeylag som tog silver vid OS 2016 och guld vid OS 2020 och OS 2024.